# Trochanteria
Trochanteria és un gènere d'aranyes araneomorfes de la família dels trocantèrids (Trochanteriidae). Fou descrit per primera vegada per F. Karsch l'any 1878.
Les espècies d'aquest gènere es troben a l'Argentina, a Brasil i al Paraguai.

## Taxonomia
Segons el World Spider Catalog amb data de 20 de gener de 2019 hi ha les següents espècies reconegudes:
- Trochanteria gomezi Canals, 1933
- Trochanteria ranuncula Karsch, 1878
- Trochanteria rugosa Mello-Leitão, 1938